# Systemkonsole
Eine Systemkonsole wurde bei älteren Computern u. a. durch ein Schreibwerk (modifizierte Schreibmaschine) gebildet; die Tastatur dient der Eingabe, die Druckerfunktion der Ausgabe.

## Friden Flexowriter
Ein Beispiel für diese Maschinen ist der Friden Flexowriter.

„Ein anderes wichtiges Feature war die Möglichkeit, gedrückte Tasten per Kabel herauszuführen bzw. gleichfalls per Kabel die Typenhebel oder den Lochstreifenstanzer anzusteuern. Das führte dazu, daß die Flexowriter bei den meisten (amerikanischen) Computern in den 50er und der ersten Hälfte der 60er Jahre als Peripheriegerät insbesondere als Konsolmaschine verwendet wurden. So auch beim LGP 30 im Computermuseum. Erst ab Mitte der 60er wurden sie dann von den Teletypes verdrängt.“

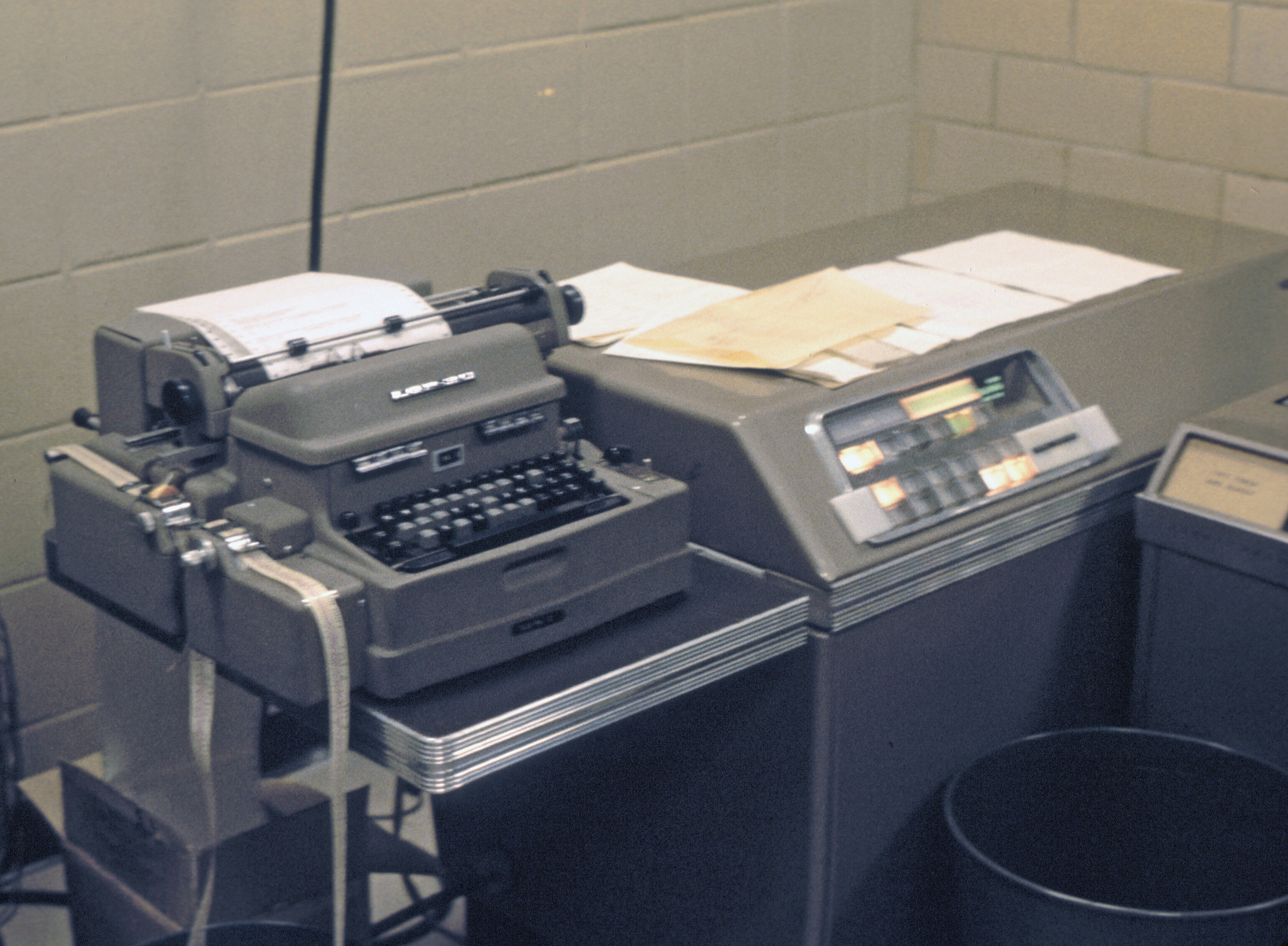
LGP-30 im Manhattan College 1965

Praktisch bedeutet das, dass dies eine Ein-/Ausgabe-Maschine war, 6-, 7- bzw. 8-Bit-codiert (wie der Lochstreifen), auch ohne Lochstreifen (das parallele Interface dafür war vorhanden) an die Computer koppelbar. 
Die optionalen Lochstreifenleser und Lochstreifenstanzer steigerten natürlich den Mehrwert, da diese weitere Eingabe- bzw. Ausgabegeräte darstellten. Der ASCII-Zeichensatz geht auf diese Maschinen zurück.

## Fernschreiber
Fernschreiber, englisch Teletypes (Abk.: TTY), wurden gerne eingesetzt; die serielle Schnittstelle mit 40 mA erlaubte eine Kabellänge von mehreren hundert Metern bei einem Adernpaar sowie eine mögliche Anbindung an das Telex-Netz. Von Nachteil war der durch 5-Bit-Kodierung eingeschränkte Zeichensatz (keine Groß-/Kleinschreibung, keine Umlaute).

## Kommandozeileninterpreter
Die Schnittstelle zwischen der Maschine (Computer) und dem Ein-/Ausgabegerät Benutzer (Tastatur, Schreibwerk) bildete per Software der Kommandozeileninterpreter über die Zeile, die eine Schreibmaschine nach einem Wagenrücklauf und Zeilenvorschub beginnt. Dort bietet der Computer per Zeichenfolge seine Dienste an ein Prompt. Da kann der Benutzer sein Kommando eingeben. Dies wird ausgeführt, bei Erledigung bietet der Computer wieder sein Prompt an. Unter Umständen werden Texte als Folge des Kommandos ausgegeben. 

### Shell
Dieser zeilenorientierte Kommandozeileninterpreter kann als Vorläufer von Unix-Shells verstanden werden; eine Shell basiert auf diesem Mechanismus. Die im Verzeichniszweig einer Unixmaschine unter /dev/ aufzufindenden tty-Geräte gehen historisch direkt auf den Fernschreiber zurück.

### MS-DOS
Das Lebenszeichen des Kommandozeileninterpreters COMMAND.COM ist im Ursprung ein Prompt C> (Ausgabe per Umgebungsvariable steuerbar.) Die Eingabe des Befehls dir listet den Inhalt des aktuellen Verzeichnisses. Jede MS-DOS-Version schaltet mit der Tastenkombination Strg + P die Standardausgabe auf den Printer (sinnvollerweise einen zeilenbasierten, wie einen Matrix- oder Typenraddrucker) um. So ist Arbeiten auch ohne Bildschirm möglich. 
Das Gerät, das dabei genutzt wird, heißt con wie Console. Dies ist unter MS-DOS und allen Windows-Versionen ein geschützter Name; der Versuch, eine Datei oder Verzeichnis in con zu benennen führt umgehend zu Protest des Betriebssystems, „der angegebene Gerätename ist unzulässig“ (Windows 10).
Ein copy irgendein.txt con schreibt den Inhalt der Textdatei in die Kommandozeile.